# 人間機械論
人間機械論（にんげんきかいろん）とは、人間を機械に見立てる思想、哲学、思考、立場である。通俗的には、18世紀のフランスの哲学者、ジュリアン・オフレ・ド・ラ・メトリーによる同名の著書によって知られ、その評価や理解の転換点と捉えられる。
人間を機械に見立てる文脈は古くからあった。古代ギリシアの哲学者エピクロスは、万物を原子の動きと考えた。
近代哲学の祖ルネ・デカルトは、動物を機械に見立てる動物機械論者であり、人間の身体も機械に見立てる身体機械論も唱える一方、自己の意識を含む人間の全体を心身二元論から機械とはみなさなかった。啓蒙の時代のフランスの哲学者で医者のラ・メトリーは、人間は機械だと唱えた。1747年に『人間機械論』を刊行。唯物論の有名な本である。科学の進歩に貢献した。
サイバネティックスの創始者ノーバート・ウィーナーが書いた本には、邦訳で『人間機械論』と題されているものがあり（副題の「人間の人間的な利用」が原著の題「The Human Use of Human Beings」に相当する）、20世紀のサイバネティックスやシステム論に大きな影響を与えている。